# Lorena Miranda
Lorena Miranda Dorado (Ceuta, Espanya, 7 d'abril de 1991) és una jugadora espanyola de waterpolo del Club Waterpolo Dos Hermanas de Dos Hermanas (Sevilla).
Anteriorment, havia format part de la plantilla del Club Natació Ondarreta Alcorcón, tenint els seus inicis en el Club Natació Verat de Ceuta.
Ha participat en els Jocs Olímpics de Londres 2012 amb la selecció nacional espanyola, on aconseguí la medalla de plata, després de vèncer en les semifinals a Hongria per un marcador de 9-10 i perdre en la final contra els Estats Units per un tempteig de 8-5.
També va participar en el campionat mundial de waterpolo 2013 amb la selecció nacional femenina, obtenint la medalla d'or en vèncer amb autoritat a Austràlia.

## Palmarès acadèmic
- Graduada en Activitat Física i de l'Esport (Universitat Pablo de Olavide de Sevilla)
- Entrenadora superior de waterpolo
- Estudiant MBA Sport Management (Unisport)

## Palmarès esportiu
Selecció espanyola
- Medalla d'Or en el Campionat del Món Júnior de Waterpolo (Trieste 2011)
- Medalla d'Or en el Preolímpic de Trieste (2012)
- Medalla de Plata als Jocs Olímpics de Londres 2012
- Medalla d'Or en el Campionat Mundial de Waterpolo (Barcelona - 2013)
- Medalla d'Or en el Campionat Europeu de Waterpolo (Budapest - 2014)

## Premis,reconeixements i distincions
- Medalla de Bronze de la Real Ordre del Mèrit Esportiu, atorgada pel Consell Superior d'Esports (2013)
- Medalla de Plata de la Real Ordre del Mèrit Esportiu, atorgada pel Consell Superior d'Esports (2014)